# 佩爾紹特拉夫內韋 (海尼切斯克區)

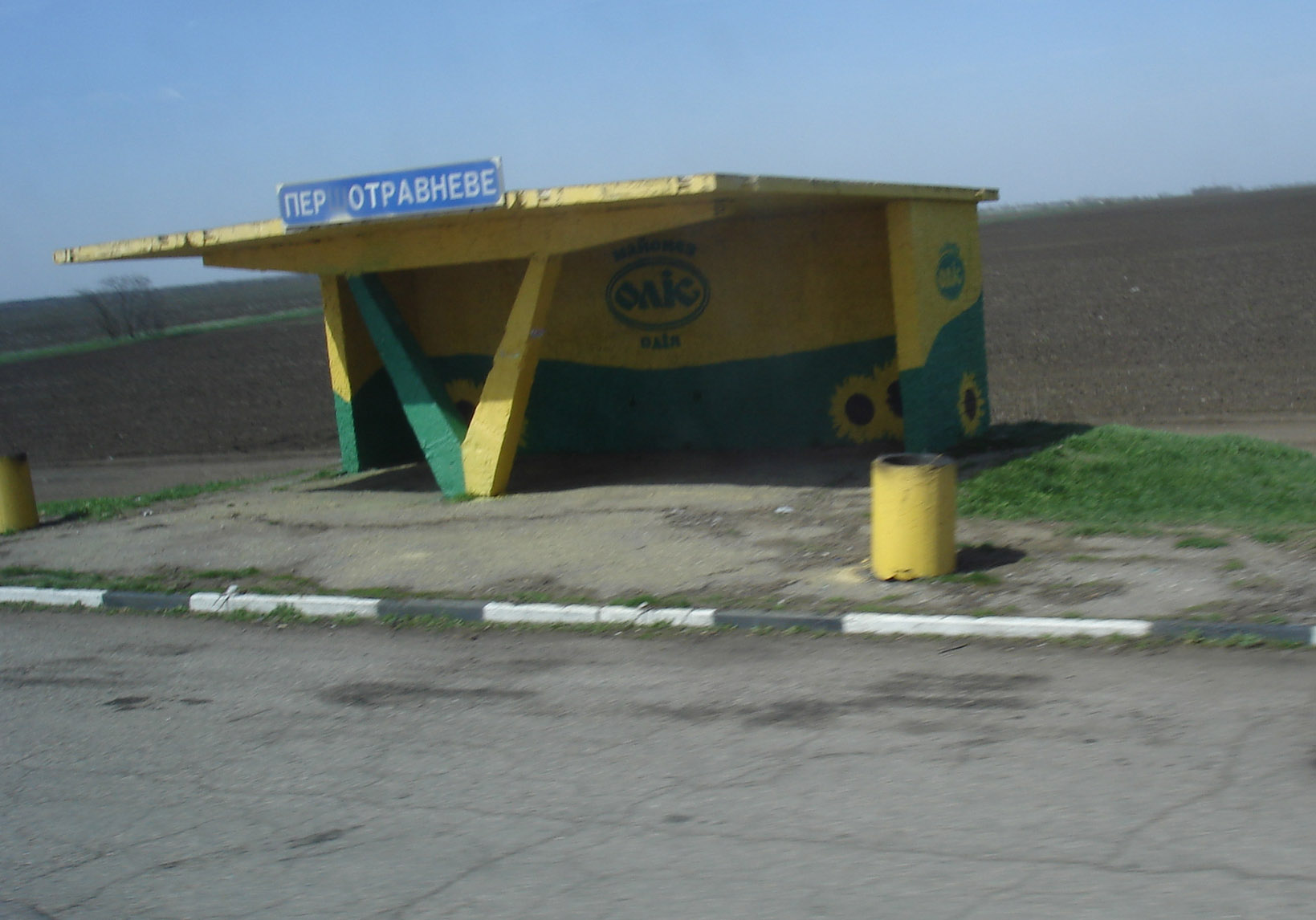
公交车站

46°46′34″N 34°38′2″E / 46.77611°N 34.63389°E
佩爾紹特拉夫內韋（烏克蘭語：Першотравневе）是位於烏克蘭南部的村莊，由赫爾松州海尼切斯克區的伊萬尼夫卡市鎮負責管轄。該村始建於1921年，面積53.3平方公里，海拔高度47米，2001年人口733，人口密度每平方公里13.8人。